# PBS兒童台
PBS兒童台（PBS Kids）是美国公共电视网 (PBS) 播出的大多数儿童节目的品牌。目标受众是2岁至8岁的儿童。PBS兒童台品牌节目每天在大多数当地 PBS 电视台的白天时段播出，通常安排在早上，此外还有一个单独的24/7频道。区块链和全天候服务都通过有线电视和卫星提供商以及流媒体平台进行空中广播。国际上也提供精选节目。

## 历史

### PTV区块链
PBS历史上曾播出过儿童节目，如《芝麻街》、《罗杰斯先生的邻居》和《阅读彩虹》；在1993年之前，这些节目以PBS的品牌播出。1993年8月，PBS为他们的儿童节目推出了新的品牌，以“P-Pals”为特色，这是一个形状像PBS标志的动画人物，他们鼓励在专门开发的间隙中收集信息、自尊、合作和实现目标等技能。
PBS儿童框架是作为PBS“准备学习”倡议的一部分建立的，该项目旨在促进贫困儿童获得幼儿教育节目。1994年7月11日，PBS将其现有的儿童教育节目重新包装为一个名为“PTV”的新栏目，在11个成员台开播时播出。除了预定的教育节目外，PTV还为年幼的孩子们在他们虚构的世界“PTV公园”中加入了与P-Pal的间隙内容。年龄较大的儿童被现场表演和音乐视频的插播节目盯上了。
苹果电脑公司向PTV提供了150万美元的赠款，并于1995年6月26日成为其第一家全国承销商，这是他们“将学习带回家”企业倡议的一部分。1996年1月8日公布的“准备学习”拨款支持分别于1999年和2000年首播的《龙的故事》和《狮子之间》的发展，以及它们的在线活动和外联工作。到1996年9月，覆盖美国四分之三的95个PBS电视台开始提供PTV服务。从1996年10月7日开始，PBS将他们针对学龄儿童的节目打包成《游戏》，到年底在31家电视台播出。
美国公共电视网于1999年1月18日宣布，将于9月推出“PBS儿童台”，这将是一项更大举措的核心。6月9日，PBS在旧金山的年会上公布了其儿童节目和服务的广泛品牌重塑，称为PBS Kids。PBS还将把儿童节目预算增加25%，并承诺制作两部新剧集：《彩楼》和《绿山墙的安妮：动画系列》。

### PBS儿童台
1999年9月6日，PBS推出了24小时PBS儿童电视网。新的PBS Kids品牌元素于10月开始在PBS电视台推出；PBS向早期采用新品牌的电视台提供了资助。品牌设计师在整个品牌包装中融入了思想泡沫的概念，旨在将“想象力、思维和运用头脑”与PBS Kids联系起来。新的播出外观中包括一个亮绿色的标志，上面有标志性的男孩和女孩吉祥物。PBS儿童频道网站于2000年2月1日重新推出，并增加了一些新的栏目。
24小时PBS儿童电视网于2005年9月26日关闭，取而代之的是一个新的商业有线和卫星合资频道PBS Kids Sprout。然而，PBS儿童节目组在PBS白天的节目表上继续进行。
在《萌芽》开播前一年，PBS开发了“PBS Kids Go！”（PBS Kids的子品牌），于2004年10月首次亮相。该节目块针对现有PBS儿童人口中最古老的子集（通常为6至8岁）。这刺激了一项新的全天候服务的计划。PBS提供了一个基于区块PBS kids Go！到2006年4月，原定于2006年10月发射，但在发射前被取消。2011年的一项研究显示，PBS Kids品牌比“PBS KidsGo！”更具知名度，以及显示学龄前儿童和学龄儿童观看彼此节目的收视率，PBS Kids获得了另一个图形重新设计，PBS儿童Go！品牌于2013年10月7日解散，恰逢《爪子和猫》的首次亮相。
PBS后来于2017年1月16日恢复了PBS儿童频道，这一次是作为一个多平台服务，在PBS儿童网站和视频应用程序上提供该频道的在线直播，此外还使用了与原频道基本相同的分发方法。在推出时，PBS Kids的主要板块没有任何变化。块是从通道计数器编程的，因此不会在通道和块上同时显示相同的节目。PBS儿童频道也可在方位电视和方位电视流288频道收看。
2020年11月，根据与Apple TV+的分许可协议，PBS Kids与PBS的主要服务合作，成为花生动画库精选特辑的地面电视之家。该协议允许PBS和PBS儿童频道每年播出一次《It’s The Great Pumpkin》、《Charlie Brown》、《A Charlie Brown Thanks》和《A查理·布朗Christmas》。2021年假期结束后，与PBS的协议终止，此后，《花生》特辑就没有在美国广播电视台播出。
2022年6月，PBS Kids宣布将于2022年7月19日在光盘元素上推出一个新的纯文本标志。为了打造更具凝聚力的品牌形象，新标志的颜色与2019年PBS标志的蓝色相匹配，同时保留了一些字母熟悉的亮绿色。
2023年2月，节目安排的重大转变大大缩短了当地PBS电视台白天PBS儿童时段的持续时间。此前，PBS儿童频道占据了白天日程的大部分，包括整个上午和下午的课前和课后时间。许多PBS电视台已经开始向较短的上午时段过渡，但这一变化促使几乎所有电视台将白天儿童的时间表缩短到仅上午时段。PBS引用了观看行为的变化，并决定将儿童节目的重点放在早上，下午迎合更普通的观众，同时继续增加全天候儿童服务的观众，这是有利的。